# 933 v.Chr.
Het jaar 933 v.Chr. is een jaartal volgens de christelijke jaartelling.

## Gebeurtenissen
- Schisma van het koninkrijk Israël:
  - in het noorden ontstaat het zogenaamde Nieuwe Koninkrijk Israël (ook wel Koninkrijk Samaria genoemd), waarvan de hoofdstad Samaria is.
  - in het zuiden ontstaat het koninkrijk Juda, waarvan Jeruzalem de hoofdstad is.